# Rakowiec (Malbork)
Rakowiec (niem. Galgenberg) – część miasta oraz wschodnia dzielnica Malborka. Znajduje się w niej jaz na Nogacie, na którym zbudowano elektrownię wodną o mocy 0,9 MW, wraz ze śluzą wodną. Przez Rakowiec przebiega także droga krajowa nr 22 oraz linia kolejowa Tczew - Malbork - Elbląg.